# Herr von Hancken (TV-serie)
Herr von Hancken är en svensk dramaserie från 2000 baserad på Hjalmar Bergmans roman i regi av Rumle Hammerich. I huvudrollerna ses Per Oscarsson och Johan Widerberg.

## Om TV-serien
Serien premiärvisades 25 december 2000 i Sveriges Television och var det årets stora dramaproduktion, traditionsenligt visat i flera avsnitt under julhelgen.  Manuset var en bearbetning av Hjalmar Bergmans roman Herr von Hancken  som utgavs 1920. Manusbearbetningen gjordes av Ulf Stark som ofta skrivit manus för Rumle Hammerich TV-serier och filmer. Filmfotograf var Crille Forsberg. Rollen som den halvgalne och storhetsivrande Herr von Hancken
passade utmärkt för Per Oscarsson som fick spela ut alla de manér han blivit känd för under sin karriär.

## Rollista
- Per Oscarsson – herr von Hancken
- Mona Malm – fru von Hancken
- Johan Widerberg – Bror Benjamin Carlander
- Tuva Novotny – Leonora "Nora" von Hancken
- Jonas Nölvand – Adolphen
- Alexandra Rapaport – vicomtessen
- Johan Rabaeus – doktor Wurmen
- Stefan Sauk – Lesage
- Polki Nordström – Tomson
- Malin Svarfvar-Karlsson – mamsell Arrenander
- Börje Ahlstedt – general Bungenstierna
- Simon Norrthon – von Battwyhl
- Dan Johansson – Rosenhane
- Magnus Krepper – Lasse
- Björn Granath – länsman
- Mats Bergman – landshövdingen
- Lena Strömberg – brunnspigan
- Johan Lindell – ceremonimästaren
- Leif Andrée – bonden

## DVD
Serien gavs ut på DVD 2007.